# Punkt Wagi
Punkt Wagi – jeden z dwóch punktów przecięcia się ekliptyki z równikiem niebieskim. Moment przejścia Słońca przez punkt Wagi wyznacza początek astronomicznej jesieni na półkuli północnej, stąd punkt ten nazywany jest także punktem równonocy jesiennej.
Wskutek precesji osi Ziemi punkt Wagi przesuwa się po ekliptyce dokonując pełnego obiegu w ciągu około 25 000 lat (tzw. rok platoński). Przed ponad 2 tysiącami lat punkt ten znajdował się w zachodniej części konstelacji, natomiast wskutek precesji punkt równonocy jesiennej przemieszcza się z każdym rokiem o ponad 50″ na zachód i obecnie znajduje się w zachodniej części konstelacji Panny. Przez gwiazdozbiór Wagi przebiega w naszych czasach 23,2° ekliptyki - 3/4 znaku Skorpiona i mały fragment znaku Strzelca, kończącego się w gwiazdozbiorze Strzelca. Słońce wędruje na tle gwiazdozbioru Wagi pomiędzy 31 października a 23 listopada.
Gdy Słońce znajduje się w punkcie Wagi, lokalny czas słoneczny jest równy lokalnemu czasowi gwiazdowemu.